# Dieuze
Dieuze (Duits: Duß ) is een gemeente in het Franse departement Moselle (regio Grand Est). Dieuze telde op 1 januari 2022 2.792 inwoners. De gemeente ligt in het arrondissement Sarrebourg-Château-Salins.
Tot 22 maart 2015 was het de hoofdplaats van het kanton Château-Salins. Op die dag werden de kantons in het arrondissement Château-Salins samengevoegd en werd Dieuze onderdeel van het kanton Le Saulnois.
Dieuze was tijdens de Tweede Wereldoorlog de locatie van een Duits gevangenenkamp waar o.m. Belgische gevangenen, zowel burgers als militairen in opleiding, werden vastgezet.

## Geografie
De oppervlakte van Dieuze bedroeg op 1 januari 2022 9,35 vierkante kilometer; de bevolkingsdichtheid was toen 298,6 inwoners per km². De Seille stroomt door de gemeente.

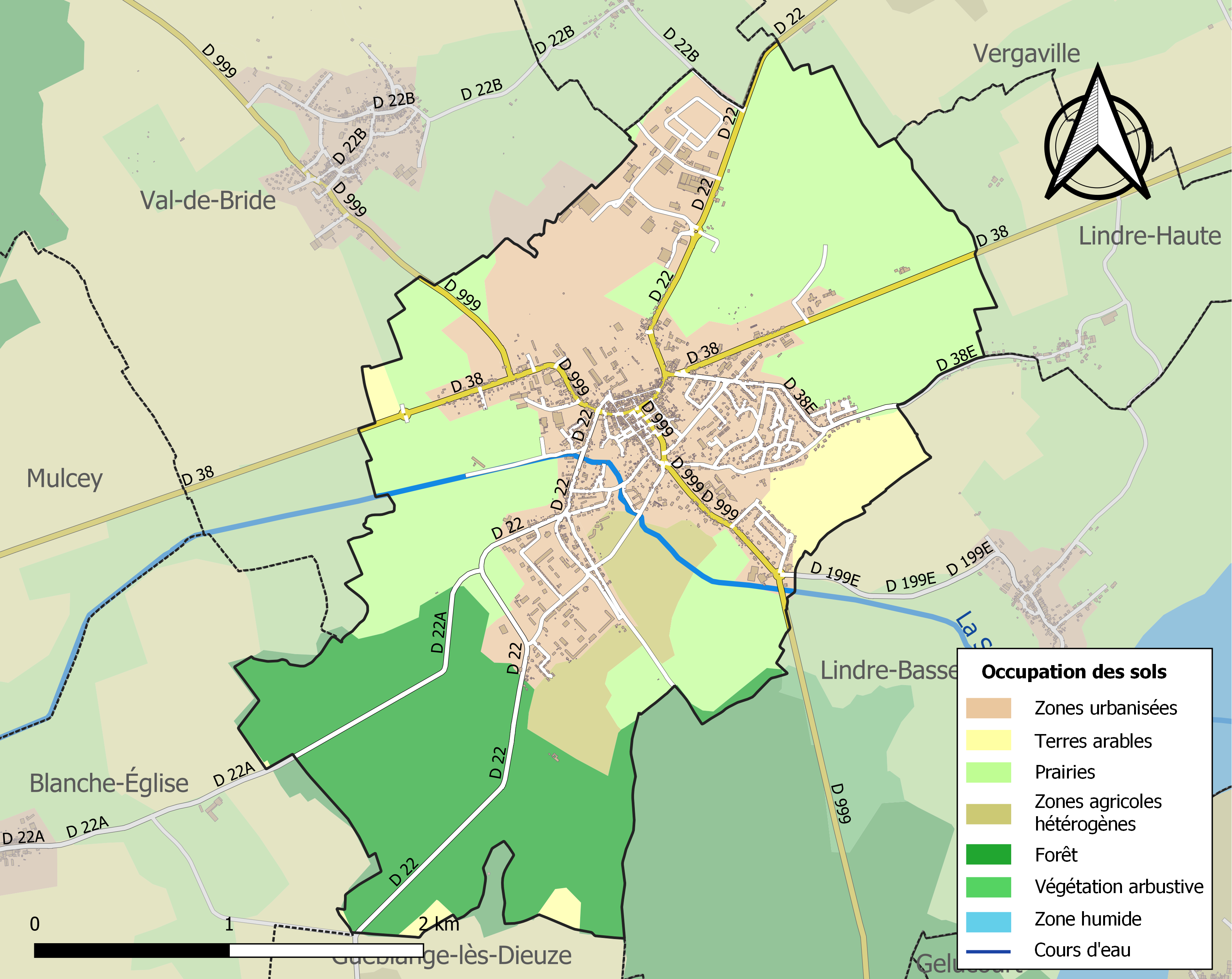
Kaart van de gemeente met de belangrijkste infrastructuur, bodemgebruik en omliggende gemeenten

## Demografie
Onderstaande figuur toont het verloop van het inwonertal (bron: INSEE-tellingen).

## Geboren
- Edmond About (1828-1885), schrijver
- Gustave Charpentier (1860-1956), componist
- Émile Friant (1863-1932), kunstschilder

## Afbeeldingen

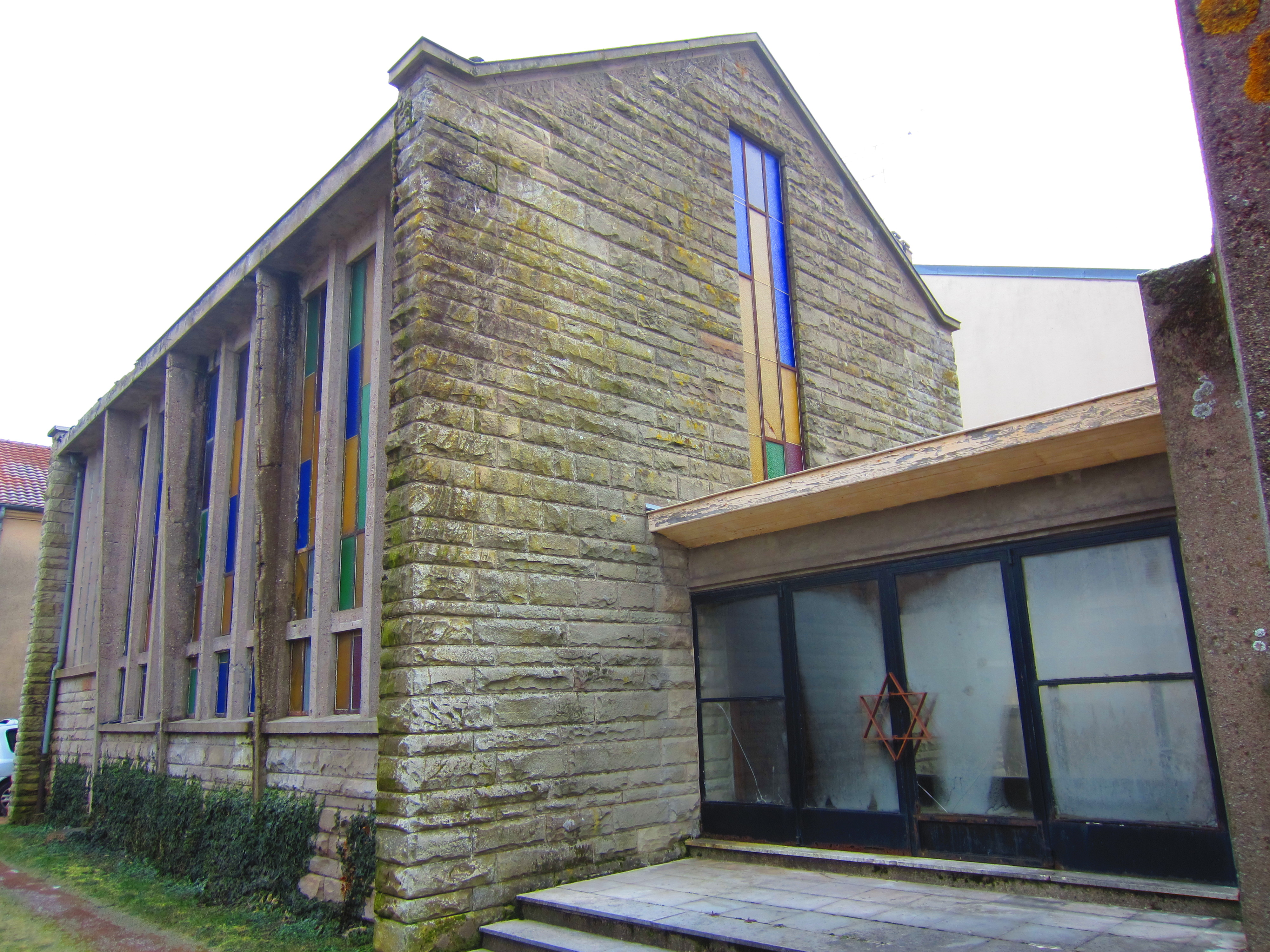
Synagoge
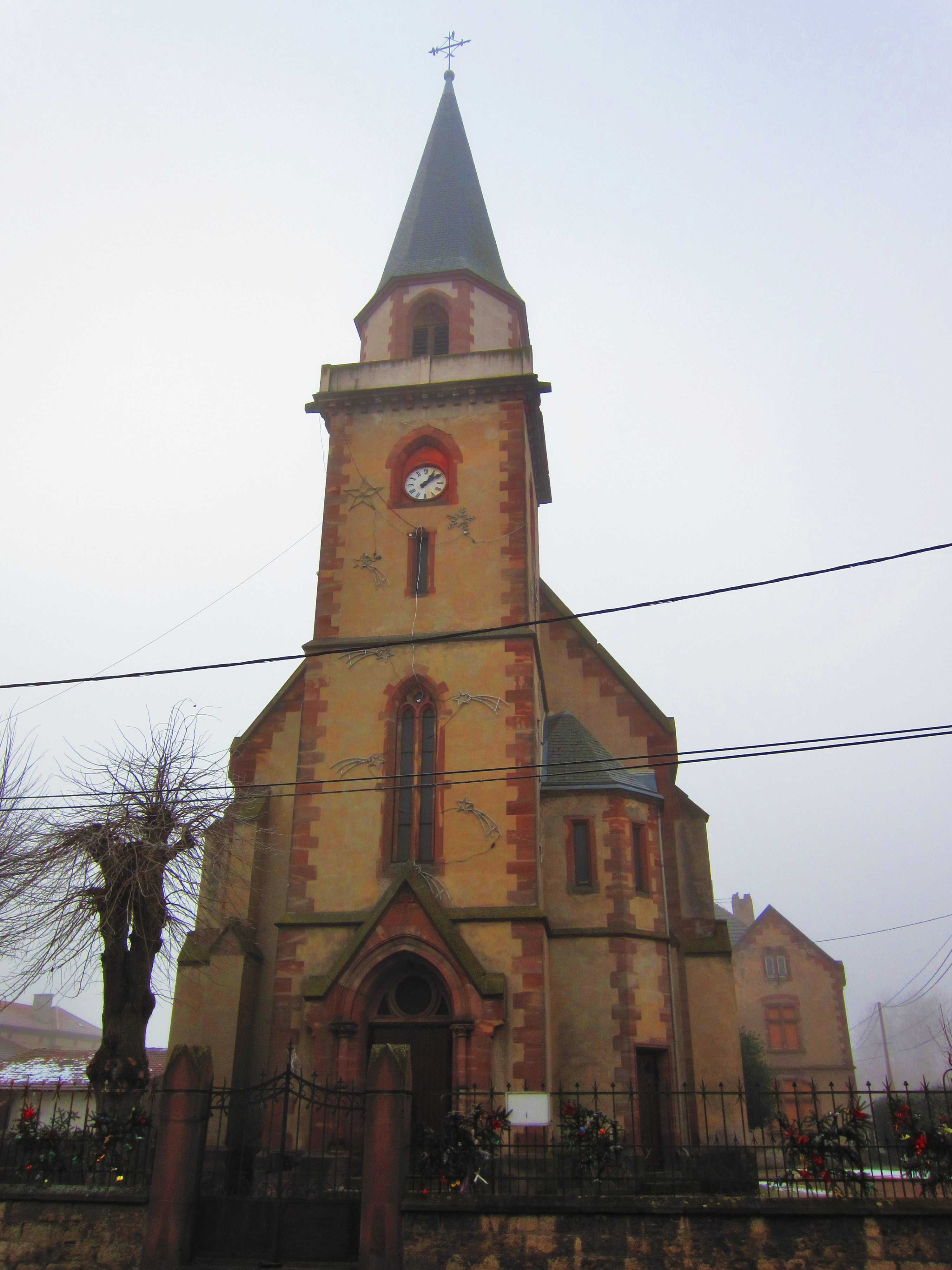
Protestantse kerk
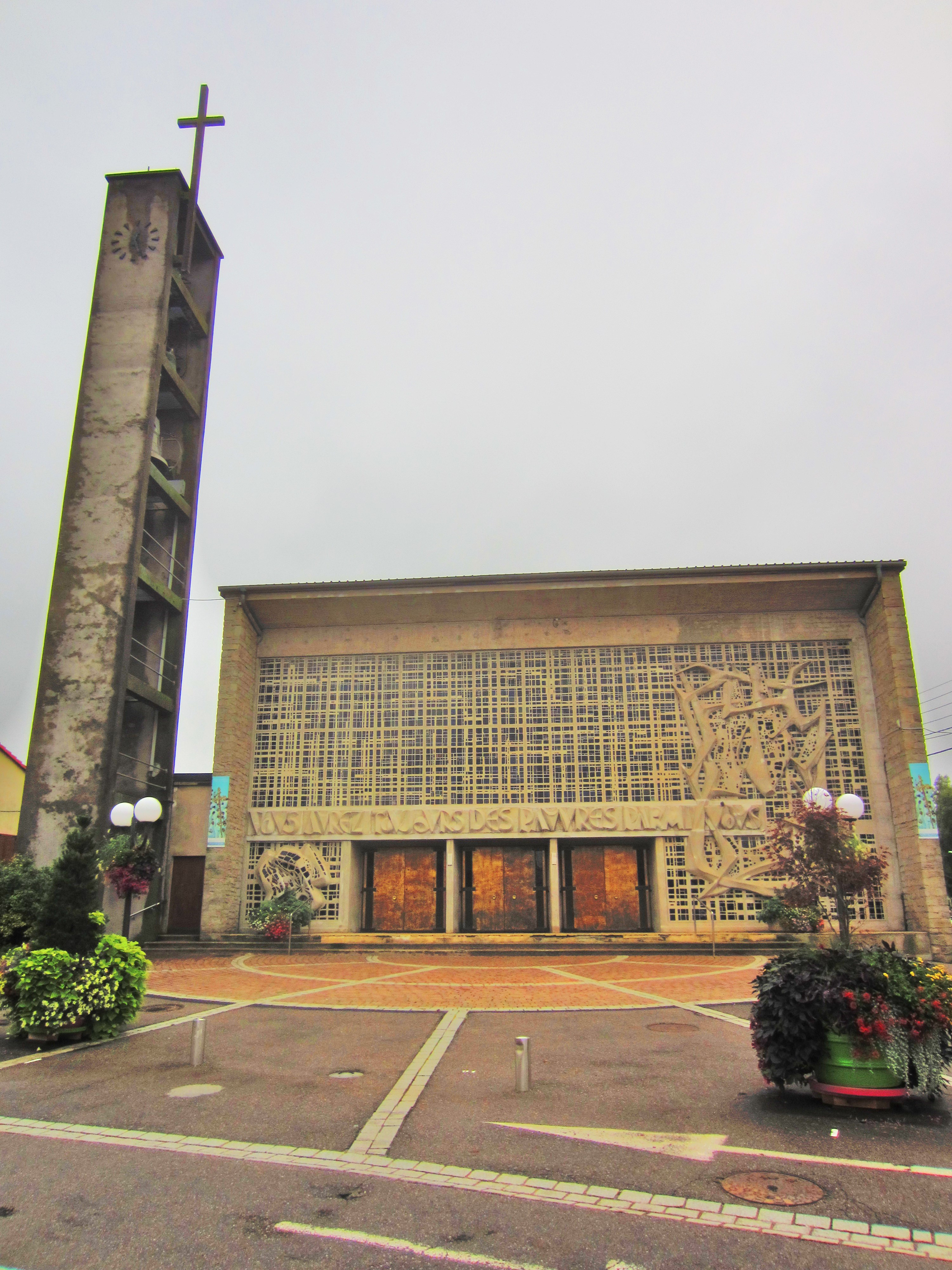
Église Sainte-Marie-Madeleine